# 26. rujna
26. rujna (26. 9.) 269. je dan godine po gregorijanskom kalendaru (270. u prijestupnoj godini).
Do kraja godine ima još 96 dana.

## Događaji
- 1371. – Zbila se Bitka na Marici
- 1617. – Mirom u Parizu habsburški nadvojvoda i budući car Ferdinand obvezao se da će protjerati uskoke iz Senja. Uskoci su naseljeni u okolici Otočca i na Žumberku gdje njihovi potomci žive još i danas.
- 1967. – Američki predsjednik Lyndon B. Johnson naredio je pojačani vojni angažman kako bi se na granici Sjevernog i Južnog Vijetnama eleminirali položaji vijetkongovaca.
- 1968. – Portugalskog diktatora Antonija de Oliviere Salazara, koji je vladao od 1933. godine, naslijedio je Marcelo Jose das Veves Alves Caetano.
- 1968. – Takozvana Brežnjevljeva doktrina dopustila je državama Varšavskog pakta ograničen suverenitet.
- 1980. – U bombaškom napadu desnog ekstremista na Oktobarfestu u Münchenu poginulo je 13, a ranjeno više od 200 ljudi.
- 1991. – Utemeljena 122. brigada HV, Đakovo.
- 1991. – Hrvatske postrojbe su pokrenule napadno-oslobodilačku akciju Medvjed radi deblokiranja najvažnije i skoro jedine kvalitetne cestovne prometnice kroz Liku i Gacku koja je spajala hrvatski sjever i jug.

| - 1849. – Ivan Pavlov, ruski fiziolog († 1936.) - 1851. – Ivo Benko, hrvatski astronom († 1903.) - 1886. – Archibald Vivian Hill, engleski fiziolog, nobelovac († 1977.) - 1889. – Martin Heidegger, njemački filozof († 1976.) - 1889. – Thomas Stearns Eliot, engleski pisac američkog porijekla († 165.) - 1897. – Pavao VI., papa († 1978.) - 1898. – George Gershwin, američki skladatelj († 1937.) - 1919. – Matilde Camus, španjolska spisateljica i pjesnikinja († 2012.) - 1948. – Nojko Marinović, hrvatski general i dragovoljac († 2021.) - 1951. – Haris Džinović, bosanskohercegovački pjevač - 1976. – Michael Ballack, njemački nogometaš - 1981. – Serena Williams, američka tenisačica | - 1551. – Džore Držić, hrvatski pjesnik (* 1461.) - 1911. – Andrija Fijan, hrvatski glumac i redatelj (* 1851.) - 1914. – August Macke, njemački slikar (* 1887.) - 1917. – Edgar Degas, francuski slikar, grafičar i kipar (* 1834.) - 1937. – Bessie Smith, američka jazz pjevačica (* 1894.) - 1940. – Walter Benjamin, njemački filozof, književnik i prevoditelj (* 1892.) - 1945. – Béla Bartók, mađarski skladatelj i pijanist (* 1881.) - 1955. – Augustin Čičić, hrvatski pjesnik i književni kritičar (* 1889.) - 1976. – Lavoslav Ružička, hrvatski znanstvenik (* 1887.) - 1988. – Branko Zebec, hrvatski nogometaš i nogometni trener (* 1929.) - 1990. – Alberto Moravia, talijanski književnik (* 1907.) - 1994. – Božidar Groše, hrvatski violinist (* 1918.) |

## Blagdani i spomendani
- Sveti Kuzma i Damjan

- Svjetski dan čistih planina